# Ficus morobensis
Ficus morobensis är en mullbärsväxtart som beskrevs av C. C. Berg. Ficus morobensis ingår i släktet fikonsläktet, och familjen mullbärsväxter. Inga underarter finns listade i Catalogue of Life.